# Rezerwat przyrody Cegliniec
Rezerwat przyrody Cegliniec – leśny rezerwat przyrody położony w gminie Sieraków, powiecie międzychodzkim (województwo wielkopolskie). Znajduje się na terenie Pojezierza Międzychodzko-Sierakowskiego, w granicach Sierakowskiego Parku Krajobrazowego.

## Przedmiot ochrony
Został utworzony w 1960 roku w celu ochrony fragmentów lasu sosnowego, nad Jeziorem Mniszym (inaczej Mnich) na siedlisku boru mieszanego, który ocalał z klęski gradacji strzygoni choinówki mającej miejsce w Puszczy Noteckiej w latach 1922–1924. Jego powierzchnia wynosi 4,91 ha (akt powołujący podawał 4,31 ha). Rezerwat posiada otulinę o powierzchni 9,87 ha. Aktualny plan ochrony rezerwatu opublikowano 26 marca 2008 roku.
Rezerwat objęty jest ochroną czynną.

## Położenie i roślinność
Rezerwat położony jest na wschodnim brzegu jeziora Mnich. Warstwę drzewiastą stanowi sosna zwyczajna w wieku blisko 160 lat. Położenie rezerwatu wśród dużego kompleksu drzewostanów sosnowych, powoduje określone zagrożenia dla roślinności ze strony szkodliwych owadów. Ze względu na dużą zwartość drzewostanów sosnowych istnieje zagrożenie pożarowe. Teren jest tu falisty i opada na zachód w kierunku jeziora Mnich. Rezerwat znajduje się na krawędzi rynny polodowcowej, jaką wody roztopowe lodowca wymyły w równinie sandrowej, nachylonej w kierunku misy jeziora. Warstwę drzewiastą stanowi 160-letnia sosna zwyczajna, współpanująca jest brzoza brodawkowata, a domieszkowo występuje dąb szypułkowy i dąb bezszypułkowy. Najwyższe sosny osiągają wysokość 27 m, dochodząc w pierśnicy do 74 cm. Warstwę krzewów tworzą: berberys zwyczajny, jałowiec pospolity, kruszyna pospolita, szakłak pospolity, tarnina. W runie występują m.in.: orlica pospolita, poziomka pospolita, konwalijka dwulistna i borówka czernica. Świat zwierzęcy rezerwatu jest typowy dla obszarów leśnych. Przychodzą tu dziki, sarny, zające, niekiedy również jelenie. Obserwuje się również ślady bytowania bobra. Rezerwat „Cegliniec” może być udostępniony do zwiedzania przez osoby uprawnione: na terenie rezerwatu zlokalizowane jest gniazdo bielika.

## Podstawa prawna
- Zarządzenie Ministra Leśnictwa i Przemysłu Drzewnego z dnia 8 marca 1960 r. w sprawie uznania za rezerwat przyrody (M.P. z 1960 r. nr 32, poz. 160)
- Obwieszczenie Wojewody Wielkopolskiego z dn. 4.10.2001 r. w sprawie ogłoszenia wykazu rezerwatów przyrody utworzonych do dn. 31.12.1998 r.
- Rozporządzenie Nr 31/07 Wojewody Wielkopolskiego z dnia 16 listopada 2007 r. w sprawie rezerwatu przyrody „Cegliniec”
- Zarządzenie Regionalnego Dyrektora Ochrony Środowiska w Poznaniu z dnia 6 czerwca 2018 r. w sprawie rezerwatu przyrody „Cegliniec”